# Mussaenda subsessilis
Mussaenda subsessilis är en måreväxtart som beskrevs av Jean Baptiste Louis Pierre och Charles-Joseph Marie Pitard. Mussaenda subsessilis ingår i släktet Mussaenda och familjen måreväxter. Inga underarter finns listade i Catalogue of Life.